# مسرح أذربيجان الحكومي للأغنية
مسرح أذربيجان الحكومي للأغنية أسمه رشيد بهبودوف (بالأذرية: Rəşid Behbudov adına Azərbaycan Dövlət Mahnı Teatrı) - هو المسرح الأولى للأغنية في تاريخ المسرح أذربيجان.

## تاريخ المسرح
تأسس مسرح أذربيجان الحكومي للأغنية من قبل الممثل البارز للفن الصوتي، الفنان الشعب للاتحاد السوفياتي رشيد بيبودوف في 1968 وفي وقت الحاضر يحمل إسمه.
يتكون مجموعة المسرح اليوم من أعمال الملحنين الوطني مثل عزير حاجبايوف وقار قاراييف وفكرت عميروف وجهانكير جهانكيروف وراؤف حجييف وتوفيق غولييف وبولاد بولبول أغلو ورامز ميرشلي سوكاديدينوف وأزير داداشوف وآخارين.
أثناء وجود المسرح عمل هنا مثل زاؤر رضاييف وجهانكير جهانكيروف وموباريز تجييف وإلخان أغازاده وجولياز وجولياناق ممادوفا وغيرهم.

## الأحداث الهامة في تاريخ المسرح
- في 2000 - شارك الفريق الإبداعي للمسرح في برنامج الحفل في افتتاح معرض «إيكسبو- 2000» في هانوفر.
- في 2001 - 2002 - مثل الفريق الإبداعي ثقافة ألاذربيجاني في تركيا بين 2001-2002.
- في 2003 - مثل الفريق الإبداعي في «أيام الثقافة الأذربيجاني» في ألمانيا.
- في 2004 - مثل الفريق الإبداعي في احتفال عيد نوروز في يكاترينبورغ.
- في 2004 - مثل الفريق الإبداعي في «أيام الثقافة الأذربيجاني» فيينا، وفي مهرجان الأغنية الدولية «ميرسي شو» في كيشيناو.
- في 2016 - كان العرض الأول لتمثيل يسينين.
- في 2017 - حدث المهرجان الدولي - المسابقة الفنية